# 빅토르 시댜크
빅토르 알렉산드로비치 시댜크(러시아어: Ви́ктор Алекса́ндрович Сидя́к, 벨라루스어: Віктар Аляксандравіч Сідзяк 빅타르 알략산드라비치 시자크, 1943년 11월 24일~)는 러시아의 펜싱 선수, 지도자로 주 종목은 사브르이다. 소련 국가대표 선수로서 올림픽에 4회 참가하여 금메달 4개, 은메달 1개, 동메달 1개를 획득했으며 세계 선수권 대회에서 금메달 7개, 은메달 2개, 동메달 2개를 획득했다.
시댜크는 1968년 하계 올림픽에서 남자 사브르 단체전 금메달을 획득했고 1972년 하계 올림픽에서 남자 사브르 개인전 금메달과 단체전 은메달, 1976년 하계 올림픽에서 남자 사브르 단체전 금메달, 개인전 동메달, 1980년 하계 올림픽에서 단체전 금메달을 획득했다. 그는 하계 올림픽에서 4회 연속으로 금메달을 획득한 9명의 선수 중 한 명이다.